# Algen
Algen of wieren (oude wetenschappelijke naam: Algae) is een informele verzamelnaam voor een grote, zeer diverse groep organismen, die evolutionair gezien deels niet onderling verwant zijn. De studie van algen wordt "algologie" of "fycologie" genoemd.

## Overeenkomstige eigenschappen

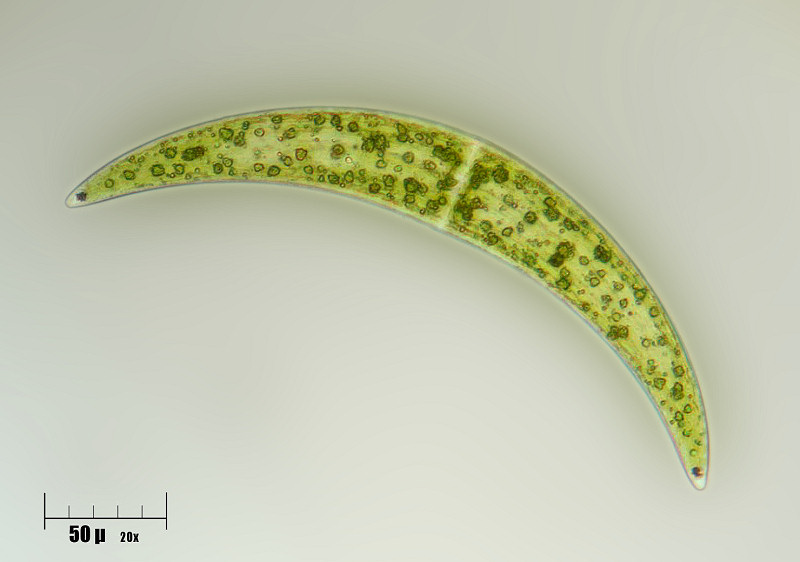
Closterium is een eencellig groenwier en is een van de honderden soorten algen waaruit fytoplankton bestaat.

De verschillende algensoorten vertonen onderling een grote morfologische verscheidenheid. Ze variëren in grootte van eencellige microalgen zoals Chlorella en de diatomeeën, tot reusachtige meercellige soorten als de reuzenkelp, een zeewier dat tientallen meters lang kan worden. De grootste en meest complexe meercellige algensoorten vinden we niet alleen onder de zeewieren (in oceanen) maar ook in zoete wateren (de charofyten).
Algen kenmerken zich door hun meestal relatief eenvoudige bouw: ze hebben geen structuren die de echte planten typeren (wortels, stengels en bladeren), maar meercellige algen hebben vaak wel een bouw die daar op lijkt. Het thallus van bijvoorbeeld bruinwieren bestaat uit op bladen en wortels gelijkende structuren.
De meeste algen hebben gemeenschappelijk dat ze, net als landplanten, fotoautotroof zijn: ze hebben chloroplasten, fotosynthetische structuren die zuurstofgas produceren als bijproduct van de fotosynthese. Dit doen ze door middel van chlorofyl (bladgroen) dat zich in deze chloroplasten bevindt. Verschillende groepen algen hebben naast of in de plaats van chlorofyl ook andere pigmenten. Bij algen komen verschillende types chlorofyl voor die een iets andere chemische samenstelling hebben: chlorofyl a, chlorofyl b en chlorofyl c.
Een voorgestelde definitie stelt dat algen "het groene pigment chlorofyl bevatten voor fotosynthese, en geen steriele (niet aan de voortplanting deelnemende) laag cellen hebben die om hun gameten is gelegen". Deze definitie is niet sluitend, omdat deze de kranswieren uitsluit.
De meeste algen leven in waterige milieus, maar ze komen ook voor op steenachtig substraat, op boomschors of in mutualistische symbiose met schimmels: de korstmossen. Vrijwel alle algen zijn fotoautotroof: ze betrekken hun energie uit zonlicht, maar sommige soorten vullen hun energiebehoefte aan door koolstof op te nemen uit organisch materiaal, deze soorten zijn mixotroof. Enkele eencellige algen, veel euglenofyten en dinoflagellaten, hebben gedurende de evolutie het vermogen verloren zelf energie uit licht om te zetten en zijn vrijwel volledig afhankelijk geworden van de externe aanvoer van energie; deze soorten zijn heterotroof.
Over de vraag of de tot de bacteriën gerekende prokaryotische cyanobacteria (blauwalgen) wel of niet tot de algen moeten worden gerekend, lopen de meningen uiteen.

## Levenscyclus, kernfasewisseling en generatiewisseling
Aangezien de groep algen zeer divers is, hebben algensoorten zeer uiteenlopende levenscycli. Bij veel algensoorten is er sprake van generatiewisseling. Opeenvolgende generaties zijn morfologisch of gelijk of onderling verschillend en soms wisselen diploïde en haploïde kernfase elkaar af.
Algen vertonen in hun levenscyclus een breed scala aan reproductieve strategieën (verschillende wijzen van voortplanting), van eenvoudige ongeslachtelijke voortplanting door middel van celdeling, tot complexe vormen van geslachtelijke voortplanting met gametofytische en verschillende sporofytische generaties. De gametangia (voortplantingsstructuren) van algen worden in de regel volledig omgezet in levende voortplantingscellen. Dit in tegenstelling tot echte (land)planten, waarin men een onderscheid kan maken tussen een buitenlaag van beschermende, niet bij de voortplanting betrokken, steriele cellen en de daaronder gelegen fertiele (vruchtbare) cellen waaruit de gameten worden gevormd. Alleen bij kranswieren hebben de gametangia (gametenvormende organen) net als bij planten een buitenlaag met steriele cellen die de gameten omgeven.
| Biologische levenscyclus bij algen, schimmels en planten                           |                                                                            | | |                                                                      |                                                  |
| Cytologische kernfase wisseling                                                    | Morfologische generatiewisseling                                           | Morfologische generatiewisseling                                                                       | Morfologische generatiewisseling | Morfologische generatiewisseling                                     | Morfologische generatiewisseling                 |
| Cytologische kernfase wisseling                                                    | Monogenetische cyclus (met 1 generatie)                                    | Digenetische cyclus (met 2 generaties)                                                                 | Digenetische cyclus (met 2 generaties) | Digenetische cyclus (met 2 generaties)                               | Trigenetische cyclus (met 3 generaties)          |
| Cytologische kernfase wisseling                                                    | Monogenetische cyclus (met 1 generatie)                                    | Isomorfe digenetische cyclus                                                                           | Heteromorfe digenetische cyclus met dominante | Heteromorfe digenetische cyclus met dominante                        | Trigenetische cyclus (met 3 generaties)          |
| Cytologische kernfase wisseling                                                    | Monogenetische cyclus (met 1 generatie)                                    | Isomorfe digenetische cyclus                                                                           | gametofyt: | sporofyt:                                                            | Trigenetische cyclus (met 3 generaties)          |
| Haplont met haplofasische cyclus, en zygotische meiose                             | - Dinophyta (dinoflagellaten) - Xanthophyta - Chrysophyta                  | | |                                                                      |                                                  |
| Haplont met haplofasische cyclus, en zygotische meiose                             | - Chlorophyta (groenwieren) p.p. - Prasinophyta - Charophyta (kranswieren) | | |                                                                      |                                                  |
| Haplont met haplofasische cyclus, en zygotische meiose                             | - Acrasiomycota - Chytridiomycota p.p. - Zygomycota - Ascomycota p.p.      | | |                                                                      |                                                  |
| Diplont met diplofasische cyclus, en gametische meiose                             | - Bacillariophyta (diatomeeën) - Phaeophyta p.p.                           | | |                                                                      |                                                  |
| Diplont met diplofasische cyclus, en gametische meiose                             | - Chlorophyta (groenwieren) p.p.                                           | - Cladophora glomerata (groenwieren)                                                                   | |                                                                      |                                                  |
| Diplont met diplofasische cyclus, en gametische meiose                             | - Oomycota (waterschimmels) - Ascomycota p.p.                              | | |                                                                      |                                                  |
| Diplohaplont met diplohaplo- fasische cyclus, en intermediaire of sporische meiose |                                                                            | - Phaeohyta (bruinwieren) p.p.                                                                         | - Phaeohyta (bruinwieren) p.p. | - Phaeohyta (bruinwieren) p.p.                                       |                                                  |
| Diplohaplont met diplohaplo- fasische cyclus, en intermediaire of sporische meiose | - Prasiola stipitata (groenwier)                                           | - Chlorophyta (groenwieren) p.p.                                                                       | - Chlorophyta (groenwieren) p.p. | - Chlorophyta (groenwieren) p.p.                                     |                                                  |
| Diplohaplont met diplohaplo- fasische cyclus, en intermediaire of sporische meiose |                                                                            | | - Rhodophyta (roodwieren) p.p. - Bangiophyceae |                                                                      | - Rhodophyta (roodwieren) p.p. - Florideophyceae |
| Diplohaplont met diplohaplo- fasische cyclus, en intermediaire of sporische meiose | - Plasmodiophoromycota - Chytridiomycota p.p. - Ascomycota p.p.            | | - Myxomycota - Chytridiomycota p.p. | - Ascomycota p.p. - Taphrinomycetes - Pezizomycotina - Basidiomycota |                                                  |
| Diplohaplont met diplohaplo- fasische cyclus, en intermediaire of sporische meiose |                                                                            | "mossen": - Bryophyta ('echte' mossen) - Marchantiophyta (levermossen) - Anthocerotophyta (hauwmossen) | - Lycopsida - Pteropsida (varens) - Psilotopsida - Ophioglossales - Psilotales - Equisetopsida - Marattiopsida - Polypodiopsida - Spermatophyta - Cycadopsida - Ginkgoales - Gnetales - Pinales - Angiospermae |                                                                      |                                                  |

## Endosymbiontentheorie
De algen vormen een polyfyletische groep, dat wil zeggen dat ze geen directe gemeenschappelijke voorouder hebben. Toch worden ze doorgaans op basis van diverse kenmerken als één groep gezien.
Volgens de endosymbiontentheorie hebben algensoorten in de loop van de evolutie hun plastiden op verschillende manieren door middel van endosymbiose verkregen. Bij de groenwieren en roodwieren waren de chloroplasten oorspronkelijk afkomstig van cyanobacteriën, die opgenomen zijn in de alg-voorouder door primaire endosymbiose. Dit proces van endosymbiose tussen de cyanobacterie en de alg-voorouder zou miljarden jaren geleden hebben plaatsgevonden.
Bij de diatomeeën en bruinwieren daarentegen waren de chloroplasten oorspronkelijk afkomstig van roodwieren, die zijn opgenomen door secundaire endosymbiose.
De echte evolutionaire doorbraak van algen zou pas 650 miljoen geleden hebben plaatsgevonden, na het smelten van de ijskappen van de sneeuwbalaarde. Uit studies van sporen van biomoleculen in Australië wordt vermoed dat vlak na het smelten van de ijskappen er een explosie is geweest in de hoeveelheid van algen in de oceanen. Dit zou het gevolg zijn van het vrijkomen van voedsel in de vorm van fosfaten door de gletsjererosie. De grote hoeveelheid organisch voedsel, ontstaan in de oceanen, bevorderde daarna de evolutie van dieren.
| → chloroplast: | primaire endosymbiotische evolutie van cyanobacterie tot een plastide |
| → rhodoplast:  | evolutie van de plastide tot een rhodoplast                           |
| → dinoplast:   | evolutie van de plastide tot een dinoplast                            |
| → apicoplast:  | evolutie van de plastide door reductie tot een apicoplast             |

| Verwerven van plastiden:                      | Verwerven van plastiden:                                                                                       | Verwerven van plastiden: | Verwerven van plastiden:                                                                                       |
| --------------------------------------------- | --- | ------------------------ | --- |
| I + blauwwier: II + groenwier: II + roodwier: | primaire endosymbiose met blauwwier secundaire endosymbiose met groenwier secundaire endosymbiose met roodwier | → I: → II: → III:        | betrokken bij primaire endosymbiose betrokken bij secundaire endosymbiose betrokken bij tertiaire endosymbiose |

Vermoedelijk zijn de eerste hogere planten uit zoetwateralgen geëvolueerd. Fossielen van algen uit het Vindhyagebergte zijn gedateerd op een ouderdom van 1,6 tot 1,7 miljard jaar.

### Indeling op grond van chlorofyl
De aard van de chloroplasten en het type chlorofyl bepalen mede de indeling van de algen. Er is een onderscheid tussen de verschillende chlorofylvormen in groenwieren (ondiepe wateren), bruinwieren (diepere wateren) en roodwieren (diepste wateren). Als vuistregel geldt dat hoe dieper algen in water leven, hoe roder hun thallus moet zijn om nog resterend licht te vangen. Groene fotosynthesepigmenten omvatten de chlorofyllen en rode pigmenten de fycobilisomen.
Er zijn enkele stammen algen die chloroplasten hebben met chlorofyl a en b. Bij deze groepen zijn de chloroplasten omgeven door twee membranen. Deze horen tot de Archaeplastida (samen met de Embryophyta):
Twee andere stammen algen hebben chloroplasten die chlorofyl b bevatten. De chloroplasten zijn respectievelijk omgeven door drie of vier membranen. Deze behoren tot de supergroepen Excavata en Rhizaria:
De andere algen hebben allemaal chloroplasten die chlorofyl a en c bevatten. De chloroplasten van deze groepen hebben vier membranen, afgezien van die van de dinoflagellaten die drie membranen hebben. Deze algen behoren tot de Chromalveolata en omvatten de volgende groepen:
Van de Picobiliphyta is hun bestaan en plaats in de taxonomie van eukaryoten nog onzeker. Verder zijn er algen en afstammelingen daarvan die hun energie niet via fotosynthese verkrijgen en geen chloroplasten hebben.

## Classificatie
Alle organismen die 'algen' genoemd worden hebben een botanische naam, dus een formele naam volgens de International Code of Nomenclature for algae, fungi, and plants.
Organismen, ook de algen, worden ingedeeld op grond van hun afstamming: de fylogenetische indeling. Andere indelingen, zoals op grond van fysiologische eigenschappen, zijn ook mogelijk.
In onderstaande gedeeltelijke fylogenetische stamboom staan de verschillende algengroepen aangegeven om hun onderlinge verwantschappen toe te lichten. Groepen, waartoe geen algen worden gerekend zijn in dit schema weggelaten.
| - Domein Eubacteria = bacteriën - Rijk Oxyphotobacteriae - Stam Cyanobacteria = blauwalgen (een prokaryote "algengroep") - Domein Eukarya = Eukaryoten - Supergroep Excavata - Rijk Discicristatae - Stam Euglenoida (een groep met ook algen) - Supergroep Chromalveolata - Rijk Eukaryomonadae = Hacrobia - Stam Cryptomonadae = Cryptophyta (een algengroep) - Stam Haptophyta = Haptomonadae = Prymnesiophyta (een algengroep) - Rijk Heterokontae = Stramenopila - Stam Chrysophyta = goudwieren (een algengroep) - Stam Xanthophyta (een algengroep) - Stam Phaeophyta = bruinwieren (een algengroep) - Stam Bacillariophyta = Diatomeeën (een algengroep) - Rijk Alveolatae - Stam Dinoflagellaten (een algengroep) - Supergroep Archaeplastida = Primoplantae - Rijk Rhodoplantae - Stam Rhodophyta = Roodwieren (een algengroep) - Stam Cyanidiophyta (een algengroep) - Stam Glaucophyta (een algengroep) - Rijk Viridiplantae = Chloroplastida = Chlorobiota ~ "Planten" - Stam Prasinophyta (een algengroep) - Stam Chlorophyta = groenwieren (een algengroep) - Stam Charophyta = kranswieren (een algengroep) |

## Algen en symbiose
Sommige soorten algen vormen mutualistisch symbiotische relaties met andere organismen. In deze symbiose geven de algen organische stoffen die geproduceerd worden in fotosynthese aan een gastheer in ruil voor bescherming. De gastheer verbruikt deze stoffen als zijn partiële of hoofdbron van energie. Enkele voorbeelden zijn:
- Korstmos - een schimmel is de gastheer, meestal met een groenalg of een cyanobacterie (zelden beide) als symbiont. De alg die in de korstmos gevonden wordt kan in veel gevallen onafhankelijk van de schimmel leven. Het omgekeerde is onder de natuurlijke omstandigheden zelden het geval.
- Koraal - algen zoals de zoöxanthellen zijn symbionten van het koraal.
- Sponsdieren - groenalgen leven dicht bij sommige sponsdieren. De alg wordt hierdoor beschermd en het sponsdiertje krijgt zuurstof en suikers toegevoerd, wat voor sommige sponsdiertjes 50 tot 80% van de groei kan bepalen.

## Milieu
Geschat wordt dat algen, middels fotosynthese, ruim 50 procent van de (voor het aardse leven onmisbare) zuurstof in de aardatmosfeer produceren. Daarbij wordt koolstofdioxide biochemisch gebonden in organische verbindingen, die het celmateriaal van de algen vormen. Algensoorten staan aan de basis van verschillende voedselketens, zowel in zout, als in zoet water.
Bij een hoge concentratie van nutriënten in het water (eutrofiëring), kunnen met name blauwalgen zich exponentieel vermenigvuldigen, zogenoemde 'algenbloei'. Doordat de consumenten die zich met de blauwalgen voeden de grote hoeveelheid algen niet kunnen wegwerken, raakt het natuurlijk evenwicht verstoord. Ondergedoken waterplanten sterven door een gebrek aan licht, waardoor de hoeveelheid dood organisch materiaal (detritus) in het water sterk toeneemt. De reducenten, die zuurstof verbruiken bij het verwerken daarvan, nemen toe in dichtheid, wat leidt tot zuurstoftekort of hypoxie. Dit zuurstofgebrek maakt het leven voor andere aerobe organismen onmogelijk. Het kan jaren duren voordat het aangetaste ecosysteem is hersteld.

## Gebruik door de mens
Vooral in het Verre Oosten dienen algen, met name zeewieren, als voedselbron en worden met dat oogmerk ook gekweekt. In Europa is zeewier onder meer los als nori (een roodwier) verkrijgbaar en in sushi verwerkt.
Sommige algen worden als medicijn gebruikt.
Het gebruik van algen voor energieopwekking, zogenaamde algendiesel, staat nog in de kinderschoenen.